# Падіння режиму Асада
8 грудня 2024 року Сирійська Арабська Республіка під проводом Башара аль-Асада зазнала краху на тлі масштабних наступів сирійської опозиції (на чолі з Хаят Тахрір аш-Шамом і за підтримки союзних повстанських груп Сирійської національної армії, які підтримувалися Туреччиною) в рамках Громадянської війни в Сирії, що розпочалась у 2011 році. Падіння Дамаска ознаменувало кінець режиму родини Асадів, що правив Сирією як тоталітарною спадковою диктатурою, відколи Хафез аль-Асад обійняв посаду президентства в 1971 році в результаті виправної революції.
Коли повстанська коаліція Південного ситуаційного центру увійшла до Дамаска, намагаючись знайти колишнього президента, з'явилася інформація про те, що Асад втік зі столиці на літаку. Згодом сирійські повстанці оголосили про перемогу над урядом Асада на державному телебаченні, а міністерство закордонних справ Росії оголосило про відставку Асада та відхід із Сирії. Згодом Росія повідомила, що надала Асаду та його родині притулок.

## Передумови
Родина Асадів правила Сирією з 1971 року, коли Хафез аль-Асад став президентом Сирії під керівництвом сирійської партії Баас. Після його смерті в червні 2000 року його спадкоємцем став його син Башар аль-Асад.
Хафез аль-Асад побудував свою державну систему як бюрократію, що відзначалася чітким культом особистості, нехарактерним для сучасної історії Сирії. Зображення, портрети, цитати та хвала Асаду були виставлені скрізь, від шкіл до громадських ринків та державних установ; і Хафез аль-Асад згадувався як «Безсмертний Лідер» і «Освячений» (аль-Мукаддас)  в офіційній ідеології асадистів. Хафез реорганізував сирійське суспільство за мілітаристськими принципами, наполегливо посилався на конспірологічну риторику про небезпеку змов, підтримуваних іноземними державами, підбурюваних п’ятою колоною, і просував збройні сили як центральний аспект суспільного життя.
Після захоплення влади Хафезом аль-Асадом у 1970 році державна пропаганда просувала новий національний дискурс, заснований на об'єднанні сирійців під «єдиною уявною баасистською ідентичністю», а також асадизмом. Палко лояльні воєнізовані формування, відомі як Шабіха (укр. «привиди») звеличують династію Асадів за допомогою гасел на кшталт «Немає Бога, крім Башара!» та ведуть психологічну війну проти нонконформістського населення.

## Успіхи опозиції

### Військові досягнення

Карта наступів сирійської опозиції 2024 року

Планування наступу антиасадівських на Алеппо почалося наприкінці 2023 року, але було відкладено через заперечення Туреччини. Президент Туреччини Реджеп Таїп Ердоган прагнув переговорів з урядом Асада, щоб «спільно визначити майбутнє Сирії», але отримав негативну відповідь.
7 грудня 2024 року сили опозиції забезпечили повний контроль над Хомсом після близько доби концентрованих бойових дій. Швидкий крах урядової оборони призвів до поспішного відходу сил безпеки, які під час відступу знищили конфіденційну документацію. Захоплення дало повстанським силам контроль над критично важливою транспортною інфраструктурою, зокрема розв'язкою автомагістралей, що з'єднує Дамаск із прибережним регіоном алавітів, де знаходилася база підтримки Асада та російські військові об'єкти.
Союзна Асаду Хезболла вийшла з сусіднього Аль-Кусайра, евакуювавши приблизно 150 броньованих машин і сотні бійців. Вважається, що зменшення підтримки з боку ключових союзників, зокрема зменшення участі Росії через її зосередженість на вторгненні в Україну та одночасна залученість Хезболли у конфлікті з Ізраїлем, сприяли ослабленню позиції уряду.
Взяття Хомса опозиційними силами викликало масові громадські святкування, а мешканці брали участь у вуличних демонстраціях. Учасники святкування скандували антиасадівські гасла, зокрема: «Асад утік, Хомс вільний» і «Хай живе Сирія, геть Башара Асада», знімали урядові символи, включаючи портрети Асада, в той час як бійці опозиції проводили святкування перемоги, включаючи святкову стрілянину.
7 грудня сирійські повстанці оголосили, що вони почали оточення Дамаска після захоплення прилеглих міст, а командир повстанців Хасан Абдель Гані заявив, що «наші сили почали реалізацію завершального етапу оточення столиці Дамаска». Повстанці почали оточувати столицю після захоплення Ес-Санамейна, міста за 20 кілометрів від південного входу до Дамаску. До вечора проурядові сили залишили міста на околицях Дамаска, включаючи Джараману, Катану, Муадаміят аш-Шам, Дарайю, Аль-Кісву, Аль-Думайр, Дараа та місця поблизу авіабази Меззех.
Сирійська армія намагалася підтримувати громадський порядок через трансляції державних ЗМІ, закликаючи громадян ігнорувати те, що вони назвали «фальшивими новинами», спрямованими на дестабілізацію національної безпеки. Військове керівництво запевнило населення у своїй незмінній готовності захищати країну, хоча їх здатність до цього здавалася дедалі обмеженішою. Розвідувальні підрозділи опозиції прорвали оборону столиці, зайнявши позиції в стратегічних точках по всьому місту. Команди спеціальних операцій проводили безуспішні пошуки Асада в Дамаску.

### Втрата політичного контролю

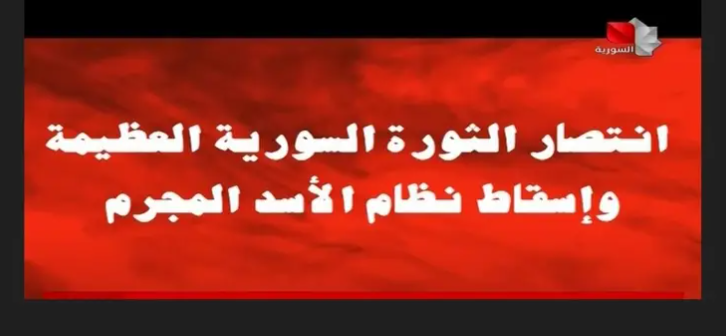
«Перемога великої сирійської революції та падіння злочинного режиму аль-Асада» на Syria TV після взяття Дамаска ХТШ. Це був його єдиний ефір за кілька годин.

На головній площі Джарамана протестувальники знесли статую Хафеза аль-Асада. Повідомляється, що ввечері проурядові сили відступили з кількох передмість, де спалахнули масштабні протести.
За повідомленнями, високопоставлені урядовці Асада в Дамаску вели переговори з опозицією щодо можливого дезертирства. Ці події збіглися зі спростуванням іранськими офіційними особами повідомлень про те, що Асад втік з країни, хоча джерела вказали, що його розташування в Дамаску залишається невідомим. Після входу сил опозиції президентська охорона Асада більше не розміщувалася в його звичній резиденції. До раннього вечора 7 грудня 2024 року сили повстанців, які намагалися знайти Асада, не знайшли жодних корисних даних про його місцезнаходження.
8 грудня Хаят Тахрір аш-Шам оголосила на своєму офіційному акаунті X про звільнення своїх ув'язнених з в'язниці Седная на периферії Дамаска, одного з найбільших місць позбавлення волі в Сирії. Організація вважала звільнення символічною та стратегічною перемогою своїх сил перед обличчям попередніх порушень прав людини та символом падіння несправедливості уряду Асада. Після її захоплення у 2024 році «Тахрір аш-Шам» опублікувала список втеклих співробітників в'язниці, які стали одними з найбільш розшукуваних втікачів у Сирії після родини Асада.
Опозиція увійшла до Дамаска, зустрівши мінімальний опір, що пояснюється очевидною відсутністю військових відправлень в райони міста та швидким розпадом урядових оборонних позицій, що дозволило захопити кілька районів. Сирійський центр моніторингу за дотриманням прав людини підтвердив, що сили опозиції успішно захопили кілька критично важливих об'єктів у Дамаску, включаючи будівлю Генеральної організації радіо і телебачення та Міжнародний аеропорт Дамаска. Їхні успіхи також забезпечив контроль над основними транспортними артеріями та стратегічними околицями, зокрема над впливовим районом Меззех.

### Вильоти
Перша леді Асма аль-Асад виїхала до Росії з трьома дітьми за тиждень до того, як опозиція почала наступ на Дамаск. Члени родини Асада, включно з родичами по лінії сестри, втекли до Об'єднаних Арабських Еміратів. За кілька днів до наступу опозиції єгипетські та йорданські офіційні особи закликали Асада залишити країну і сформувати уряд у вигнанні, хоча МЗС Єгипту та посольство Йорданії заперечували це.
Вранці 8 грудня Асад вилетів з міжнародного аеропорту Дамаска до Москви на приватному літаку, після чого урядові війська, дислоковані на об'єкті, були звільнені зі своїх постів. За словами Рамі Абдель Рахмана (Сирійський центр моніторингу за дотриманням прав людини), Башар Асад «виїхав із Сирії через міжнародний аеропорт Дамаска». Михайло Ульянов (посол Росії при міжнародних організаціях у Відні) повідомив у Telegram, що Асад і його родина отримали притулок у Росії.
Після від'їзду членів сім'ї Асада в Інтернеті поширювалися відеозаписи, на яких видно, як групи людей заходять у порожню резиденцію Башара Асада в Аль-Малікі та оглядають її.
28 грудня дружину та дочку одного з двоюрідних братів Башара Асада затримали в аеропорту Бейрута в Лівані.

## Політичний перехід

### Політичні зміни
Лідер ХТШ Ахмед аль-Шараа заявив у Telegram, що сирійські державні установи не будуть передані його військовим силам, а тимчасово будуть утримуватися прем'єр-міністром Сирії Мохаммедом Газі аль-Джалалі до завершення повного політичного переходу. Аль-Джалалі оголосив у відео в соціальних мережах, що він планує залишитися в Дамаску та співпрацювати з сирійським народом, висловивши при цьому надію, що Сирія може стати «нормальною країною» та почати будувати дипломатичні відносини з іншими країнами. Ахмед аль-Шараа назвав події «новою главою в історії регіону» і засудив роль Сирії як «майданчика для іранських амбіцій», що характеризується ідолопоклонством і корупцією.
Наступного дня Мохаммад аль-Башир, голова Уряду порятунку Сирії, був призначений новим прем'єр-міністром сирійського перехідного уряду.
ХТШ запевнили, що вони будуть захищати і дозволяти християнам та іншим меншинам вільно сповідувати свою релігію. 31 грудня 2024 року аль-Шараа зустрівся з вищими сирійськими християнськими лідерами в Народному палаці.

## Ізраїльське вторгнення
Ізраїльські сили розпочали військові операції в сирійській провінції Кунейтра. Бронетанкові підрозділи просунулися в буферну зону між окупованими Ізраїлем Голанськими висотами та рештою Сирії, обстрілявши артилерійським вогнем райони, включаючи Тель-Аюбу в центральній сільській місцевості Кунейтри. Ця операція ознаменувала перший за 50 років перетин ізраїльськими військами прикордонного паркану з Сирією після домовленостей про припинення вогню 31 травня 1974 року після війни Судного дня.
Прем'єр-міністр Ізраїлю Беньямін Нетаньягу заявив, що після того, як сирійська армія залишила свої позиції, угода про кордон із Сирією 1974 року розвалилася, і що для запобігання будь-якій можливій загрозі він наказав Армії оборони Ізраїлю (ЦАХАЛ) тимчасово повторно зайняти пурпурову лінію, з якого ЦАХАЛ відійшов у 1974 році, поки не було досягнуто угоди з новим урядом Сирії.
Ізраїль завдав авіаударів у Сирії по авіабазі Халхала, району Маззех у Дамаску та ймовірних місцях зберігання хімічної зброї. Ізраїль стверджував, що здійснив цей авіаудар, щоб запобігти потраплянню зброї в руки джихадистів.

## Реакції

#### Опозиційні сили
8 грудня президент Сирійської національної коаліції Хаді аль-Бахра оголосив про повалення Башара Асада.
Хаят Тахрір аш-Шам (ХТШ), основна опозиційна сила, яка брала участь у вигнанні Асада, оголосила Сирію «звільненою» після відходу Асада. Група опублікувала прокламації в соціальних мережах, оголосивши про завершення того, що вони назвали «темною епохою», і пообіцявши «нову Сирію», де «всі живуть у мирі і де панує справедливість». Їхні заяви були спеціально адресовані переміщеним особам і колишнім політичним в'язням, і містили запрошення до їхнього повернення.
Туреччина і підтримувані нею сили Сирійської національної армії на півночі Сирії продовжили наступ на сили СДС, підтримувані США. 9 грудня солдати СНА захопили місто Манбідж.

#### Реакція громадськості

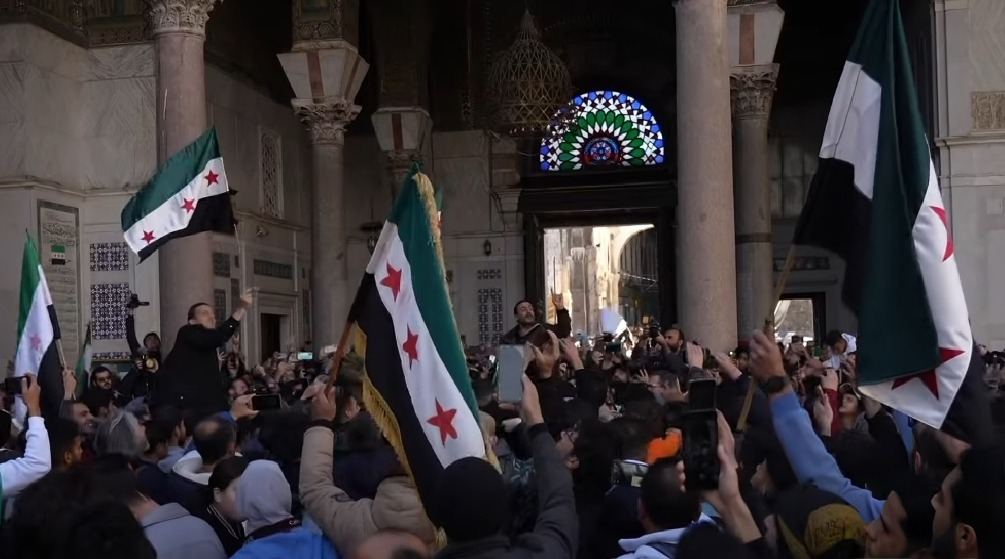
Сирійці святкують падіння режиму Асада в мечеті Омейядів, 14 грудня 2024 року

У Дамаску спостерігалися громадські святкування, зокрема на символічній площі Омейядів, яка традиційно є центром урядової влади, де розташовані Міністерство оборони і штаб-квартира Збройних сил Сирії. Цивільне населення зібралося навколо покинутої військової техніки, а кадри з соціальних мереж задокументували святкування, включаючи музику і публічні демонстрації. За повідомленнями, чиновники Міністерства оборони евакуювали свою штаб-квартиру під час цих подій.
У Лівані сотні людей святкували після падіння Дамаска в Тріполі та Аккарі, на півночі країни і в Бар-Еліасі, що переважно населені мусульманами-сунітами, які виступають проти Хезболли та уряду Асада. Офіс сирійської партії Баас у Хальбі був узятий штурмом.

### Міжнародні

#### Міжнародні організації
- Європейський союз: Високий представник Кайя Каллас зазначила, що кінець «диктатури Башара є позитивною і довгоочікуваною подією», додавши, що це «свідчить про слабкість прихильників Асада, Росії та Ірану»[61].
- Організація Об'єднаних Націй: Спеціальний посланник ООН по Сирії Гейр Педерсен назвав падіння Асада «переломним моментом в історії Сирії» і висловив надію на «мир, примирення, гідність та інтеграцію для всіх сирійців»[61].

## Аналітика
Старший науковий співробітник Наташа Холл з американського аналітичного центру «Центр стратегічних і міжнародних досліджень» пояснила крах уряду ослабленням традиційних союзників Асада, оскільки Росія зосередилася на війні в Україні, а Іран зіткнувся з регіональними викликами. Крім того, вона зазначила, що важкі економічні умови в Сирії, де приблизно 90 відсотків населення живе за межею бідності, а багато хто живе в таборах для вимушених переселенців, сприяли ерозії державної підтримки.
Старший аналітик Джером Древон з «Міжнародної кризової групи» зазначив, що сирійській опозиції буде «надзвичайно складно» прийняти рішення про нову систему управління в Сирії, враховуючи різноманітність повстанської коаліції, зазначивши, що в той час як «деякі групи є більш структурованими та організованими», інші є «більш локальними утвореннями».
Російські аналітики та ЗМІ загалом звинувачували Асада в тому, що він програв війну. Семен Багдасаров розповів «Комсомольській правді», що сирійський уряд не зміг мотивувати свої війська і об'єднати різні сирійські етнічні та релігійні групи навколо своєї мети.
Так само політолог Андрій Кортунов писав, що Асад не зміг об'єднати сирійців і досягти національного примирення, порівнюючи його з колишнім президентом Афганістану Ашрафом Гані, якого скинули таліби у 2021 році. Журналіст Віталій Рюмшин поділяє це порівняння, але частково захищає сирійський уряд, стверджуючи, що відсутність реформ пов'язана з економічними санкціями проти країни і втратою контролю над нафтовими ресурсами на користь США і курдів. 
З іншого боку, Антон Мардасов, російський експерт з питань Близького Сходу, стверджував в інтерв'ю «Независимой газете», що поразка Асада сталася не через західні санкції, а через нездатність Асада впоратися з проблемами країни, особливо згадуючи економічну кризу, повсюдну корупцію і кумівство, а також «втрату зв'язку з реальністю і мислення в парадигмі 50-річної давнини». Мардасов також розповів The New York Times, що нездатність Росії допомогти Асаду пов'язана з її війною з Україною.
Міжнародний редактор «Московського комсомольця» Андрій Яшлавський звинуватив сирійську армію в тому, що вона не змогла чинити опір, і стверджував, що неефективність армії зробила марною спробу Росії допомогти Асаду. Російські військові блогери були особливо обурені падінням Сирії, деякі з них протестували проти російського уряду, а інші звинувачували Асада.

### Геополітичні наслідки
Падіння Асада спричинило геополітичну боротьбу з високими ставками, оскільки регіональні держави змагаються за вплив у новій фрагментованій країні. Такі країни, як Саудівська Аравія, Єгипет, ОАЕ, Туреччина і Катар, переслідують конкуруючі інтереси: Єгипет і країни Перської затоки намагаються запобігти зростанню ісламістських угруповань, зокрема «Братів-мусульман», тоді як Туреччина і Катар підтримують групи, що симпатизують цим ідеологіям.  Ізраїль, прагнучи зберегти свою безпеку, виступає за фрагментацію Сирії, щоб запобігти появі будь-якої домінуючої ворожої сили. США продовжують підтримувати очолювані курдами сили, які прагнуть до демократичної Сирії після Асада, водночас протидіючи групам, які вони визначили як терористичні.
Уряд Асада був важливим союзником Ірану і давнім членом очолюваної Іраном «Вісі Опору». Після захоплення повстанцями Дамаска іранське посольство було розгромлене, а портрети іранських лідерів зірвані і викинуті. Іранські дипломати і командири сил «Кудс» поспіхом покинули Сирію. Більшість сирійців покладають на Іран і «Хезболлу» відповідальність за підтримку деспотичного правління Асада. Втрата Сирії також порушила шляхи постачання зброї Ірану до Хезболли в Лівані, що послабило арсенал угруповання і зменшило стратегічний плацдарм Ірану в регіоні.
Західні ЗМІ також описали падіння Асада як удар для російської зовнішньої політики, оскільки воно викрило зростаючу негнучкість Путіна і його боротьбу за утримання на плаву російських союзників в Африці (Малі, Буркіна-Фасо і Нігер). Оглядачі вважають ймовірним, що це вплине на українську стратегію Путіна після вимушеного виведення російських військ із Сирії, а також на його вплив у Латинській Америці та Африці.